# WET Design
WET (Water Entertainment Technologies), également connu sous le nom WET Design, est une firme de création et design de spectacles et d'aménagements aquatiques. Celle-ci est basée à Los Angeles, Californie. Elle fut fondée en 1983 par Fuller Mark, Mélanie Simon et Alan Robinson, d'anciens Imagineers de Disney. WET Design est surtout connu pour les Fountains of Bellagio, 36 000 m2 de fontaines de l'hôtel-casino Bellagio à Las Vegas. Cette installation a depuis été surpassée par The Dubai Fountain de Burj Khalifa sur son lac artificiel de 13 hectares. Inaugurée en mai 2009, ses 6 000 jets d'eau et projecteurs s'animent sur des airs de musique. En troisième position, Aquanura situé à Efteling. S'ajoute à cela la quatrième plus grande fontaine musicale au monde, celle du Morocco mall au Maroc s'étalant sur 6 000 m2 avec 282 jets d'eau colorés et rythmés dont la capacité de propulsion peut atteindre les 60 m de hauteur. La société a également conçu plus de 200 fontaines et jeux d'eau dans plusieurs régions du monde.
En plus de se concentrer sur le design, WET Design est également créateur dans le domaine de la technologie relative aux fontaines. Celle-ci s'est répandue et a également été reprise par d'autres constructeurs. Ces technologies comprennent :
- des fontaines à écoulement laminaire ;
- des fontaines dont l'écoulement débute par la chaussée et non par le bassin ;
- des fontaines alimentées par air comprimé au lieu de pompes ;
- des fontaines sophistiquées utilisant des robots sous-marins.

Les caractéristiques des créations WET Design sont que l'eau elle-même est l'élément central (pas de statues couvertes par l'eau), qu'il n'existe que peu ou pas de frontière entre les jets d'eau et les spectateurs et que les fontaines d'eau utilisent de nouvelles formes. De nombreux jeux d'eau WET Design sont très chorégraphiés, le ballet des différentes fontaines pouvant être indépendant les uns des autres.

## Histoire

Précédent logo de WET Design.

Les origines de WET Design peuvent être trouvées dans la thèse en génie civil de Mark Fuller à l'université de l'Utah, pour laquelle il a développé une buse à grande échelle d'écoulement laminaire qui continue à être un élément majeur dans de nombreux aménagements et fontaines WET Design. Après avoir été diplômé de l'Université Stanford en conception de produits où il a affiné sa buse, Fuller a été engagé par The Walt Disney Company en tant qu'Imagineer. Sous contrat chez Disney, il a créé la fontaine Leapfrog à Epcot, en utilisant la technologie laminaire.
En 1983, Fuller et deux collègues quittent Disney pour fonder WET Design. La première commande importante a été la Fountain Place à Dallas (à l'origine Allied Bank Tower), une collaboration avec des architectes paysagistes, Peter Walker et Ker Dan Kiley.
WET Design collabore avec les entreprises telles Skidmore, Owings and Merrill, Pei Cobb Freed & Partners, Philip Johnson / Alan Ritchie Architects, Architects SWA, Olin partenariat, Peter Walker and Partners, Kevin Roche John Dinkeloo and Associates et les développeurs Caruso Affiliated et Steve Wynn.
Fuller Mark a reçu le Prix spécial du Thea award 2009.

## Quelques réalisations
- The Morocco Mall Fountain, Casablanca, Maroc[5]
- The Dubai Fountain, Dubaï, Émirats arabes unis
- Fountains of Bellagio, Las Vegas, Nevada, États-Unis
- Waters of Americana at Brand, Glendale, Californie
- Brooklyn Museum of Art Fountain, Brooklyn, New York[6]
- Performance Lake au Wynn Macau, Macao, Chine
- Cauldron aux Jeux olympiques d'hiver de 2002, Salt Lake City, Utah
- Comcast Center Fountain, Philadelphie, Pennsylvanie, États-Unis
- Columbus Circle Fountains, New York, État de New York[3]
- Crown Casino Water/Fire Feature, Melbourne, Australie
- Fanfare at San Pedro Gateway, Port de Los Angeles, San Pedro, Californie
- Fountain of Nations, Epcot, Orlando, Floride
- Downtown Disney Marketplace, Orlando, Floride
- Imagination!, Epcot, Orlando, Floride
- Fountain Place, Dallas, Texas
- Gas Company Tower Water Feature, Los Angeles, Californie
- Aquanura au parc d'attractions Efteling, Kaatsheuvel, Pays-Bas
- The Grove at Farmers Market Fountain, Los Angeles, Californie
- Los Angeles Music Center Fountain, Los Angeles, Californie
- Las Rozas de Madrid, Espagne
- Exposition spécialisée de 1986, Vancouver, Canada
- West end city center, Budapest, Hongrie
- Barcelona World Trade Center, Barcelone, Espagne
- Exposition internationale 1998, Lisbonne, Portugal
- McNamara Terminal Fountain à l'aéroport métropolitain de Détroit, Détroit, Michigan
- Nouvelle version du Volcan à The Mirage, Las Vegas, Nevada
- Navy Pier Fountain, Chicago, Illinois
- Tokyo Dome Fountain, Tōkyō, Japon
- Universal CityWalk Fountain, Los Angeles, Californie
- Cinq fontaines au CityCenter à Las Vegas, Nevada
- Trois fontaines au Karel's Hotel sur l'île de Bonaire (2013)

## Galerie

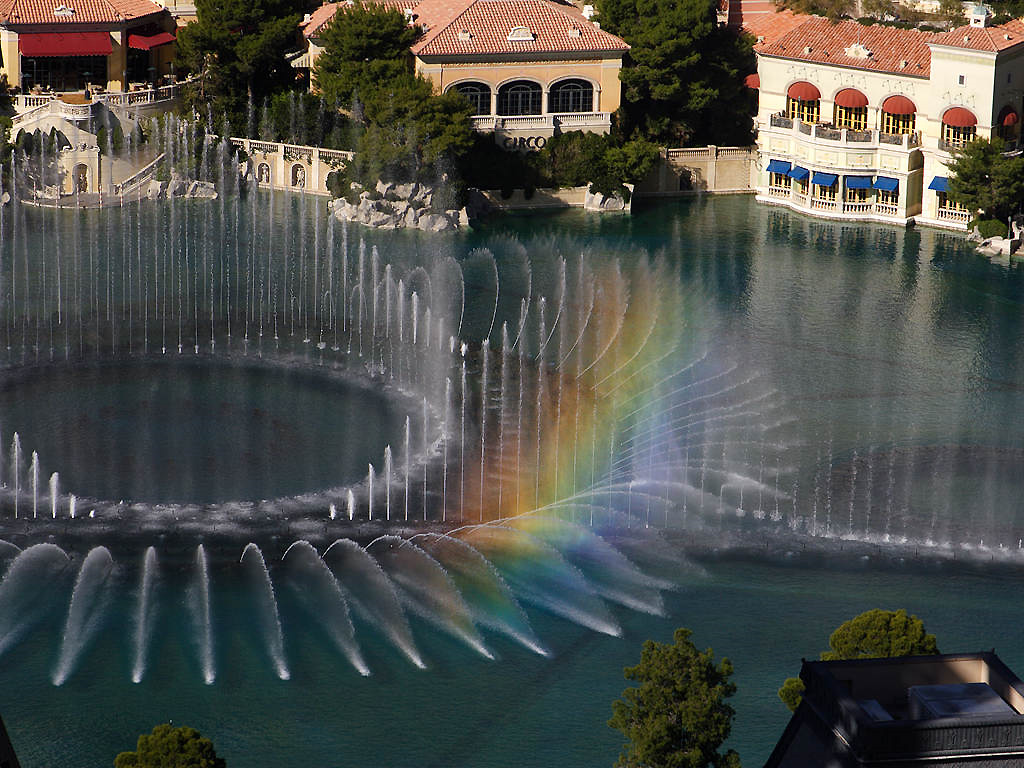
Vidéo des Fountains of Bellagio.
- Fountains of Bellagio.
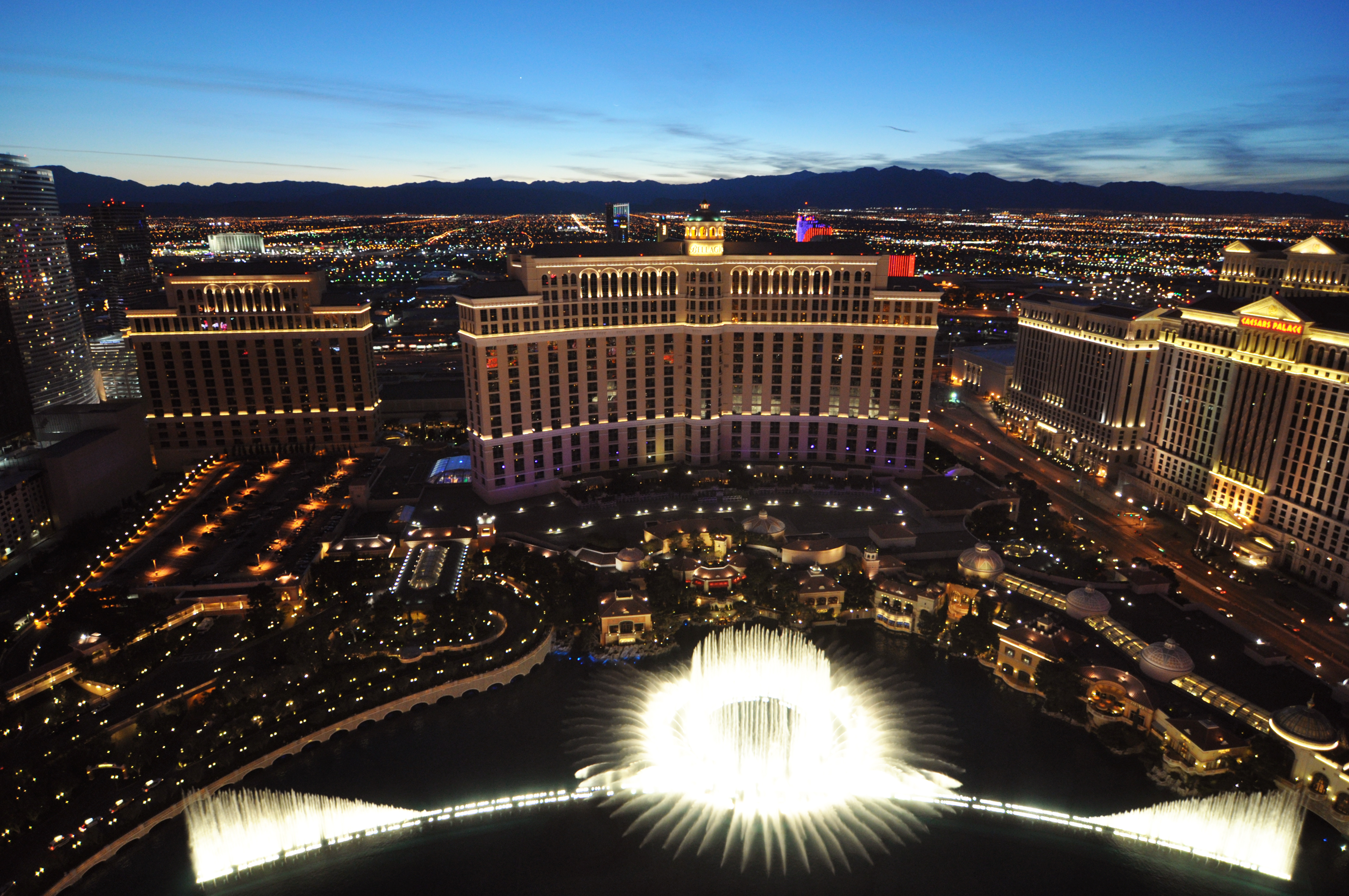
Le Bellagio à Las Vegas.
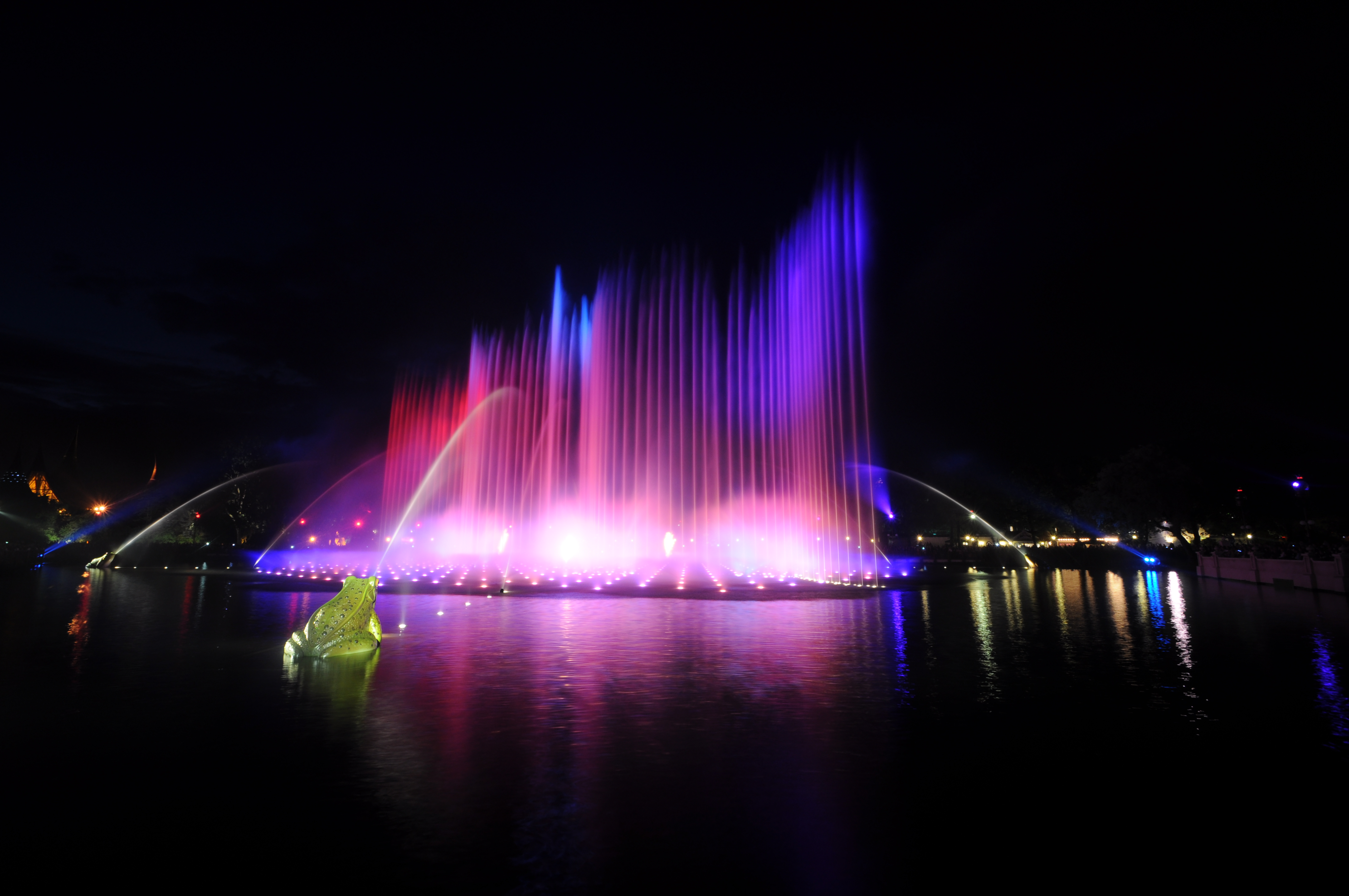
Aquanura à Efteling.
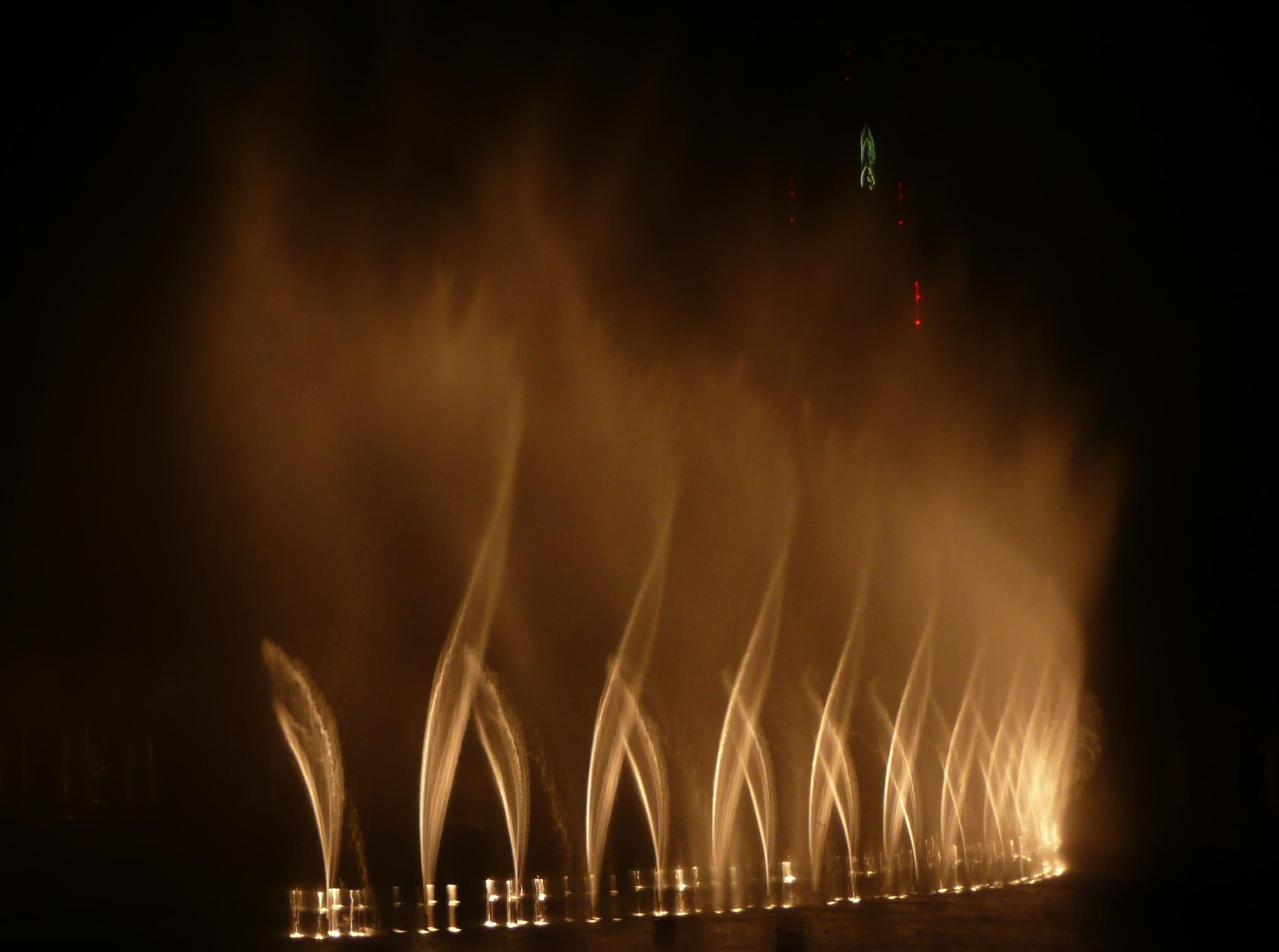
The Dubai Fountain.
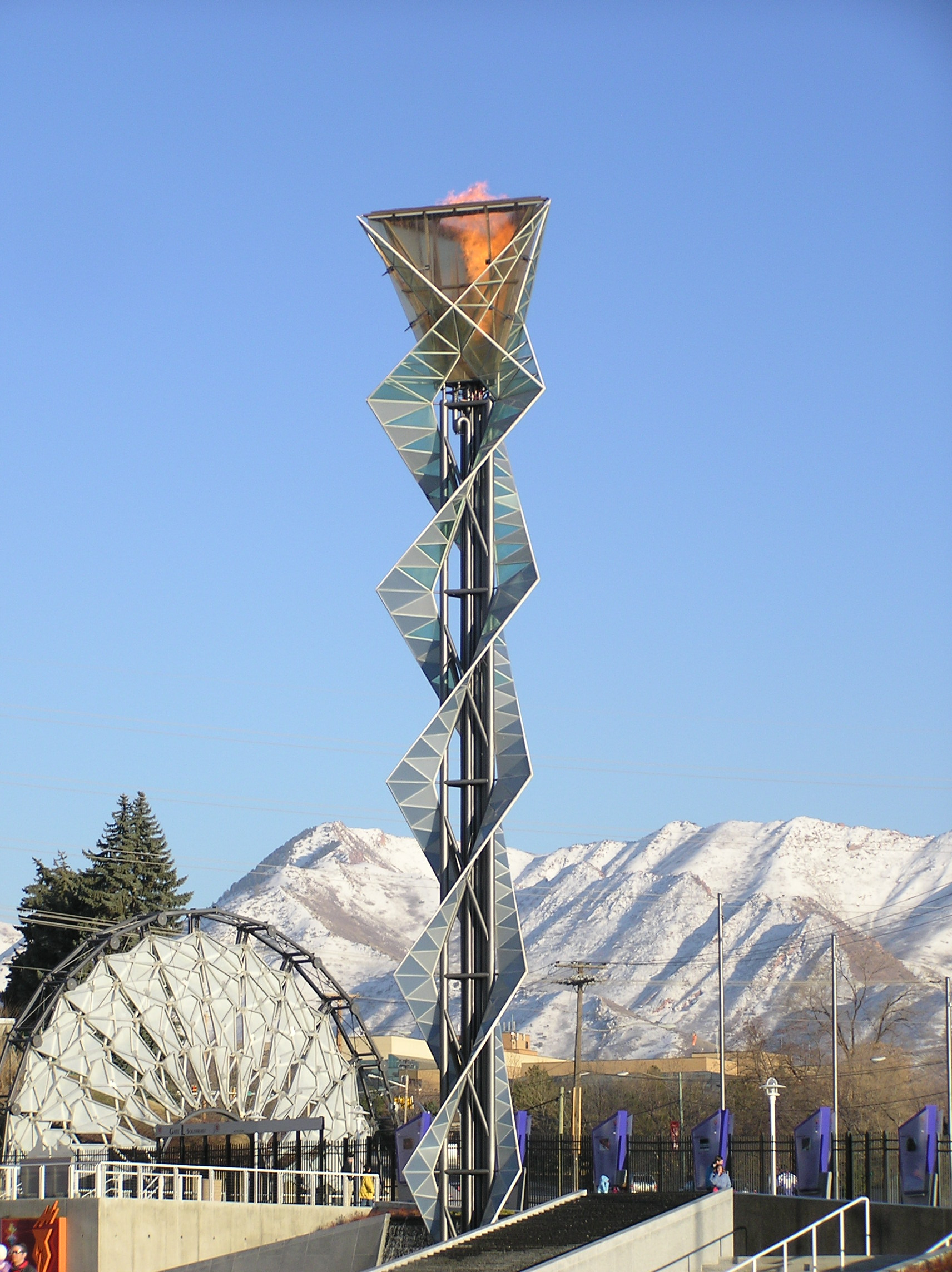
Cauldron à Salt Lake City.
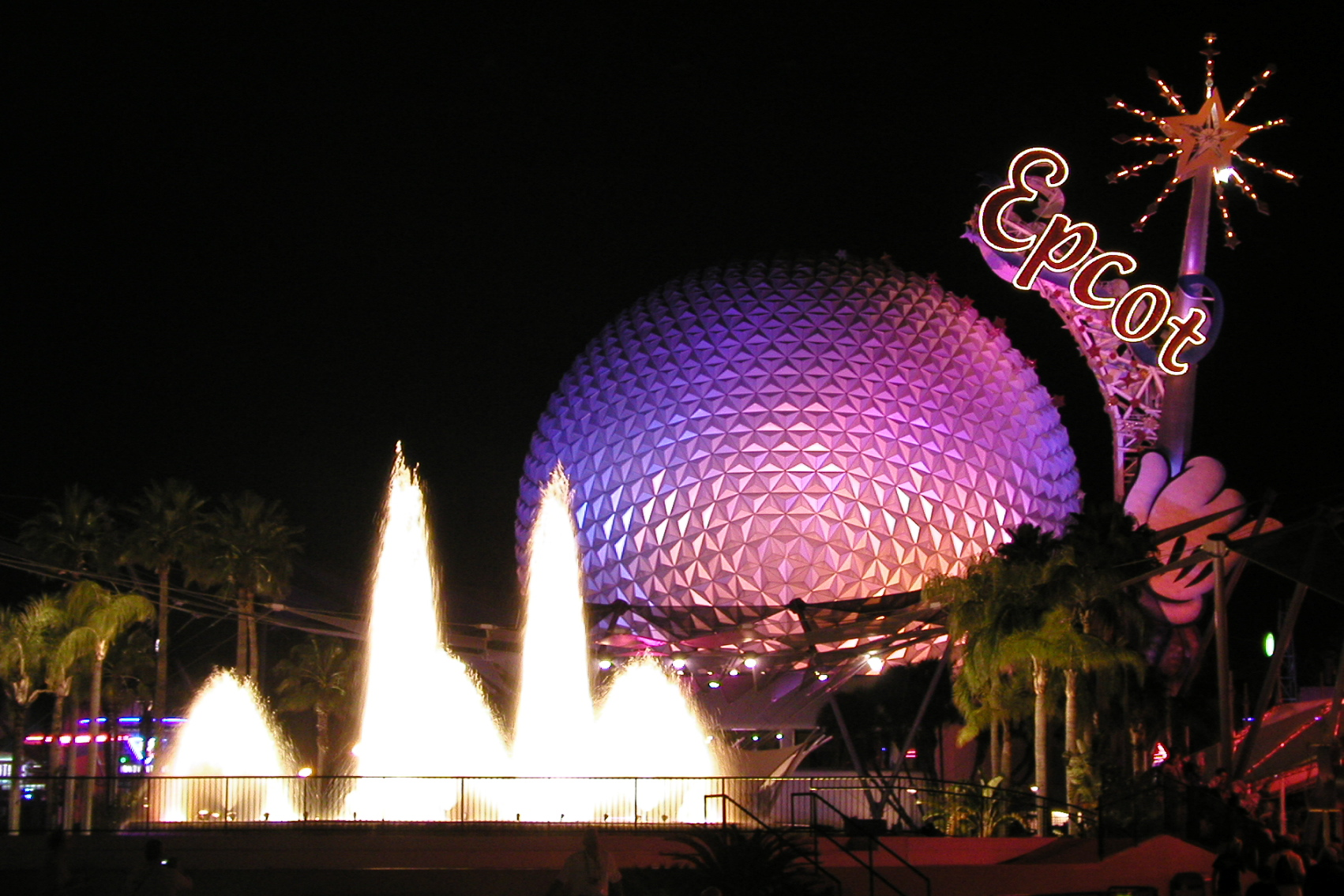
Spaceship Earth et Fountain of Nations, Epcot, Orlando.
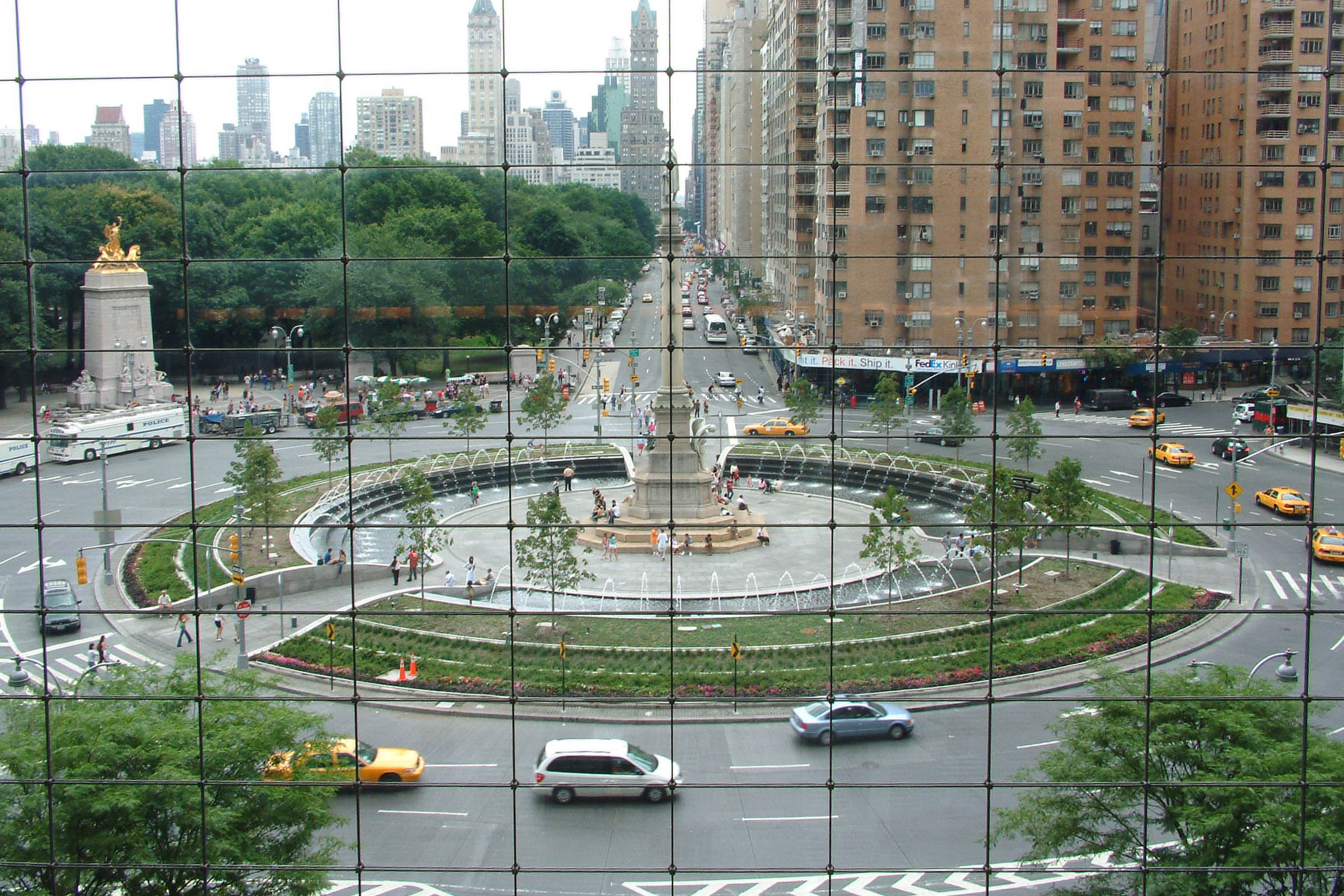
Columbus Circle, New York.
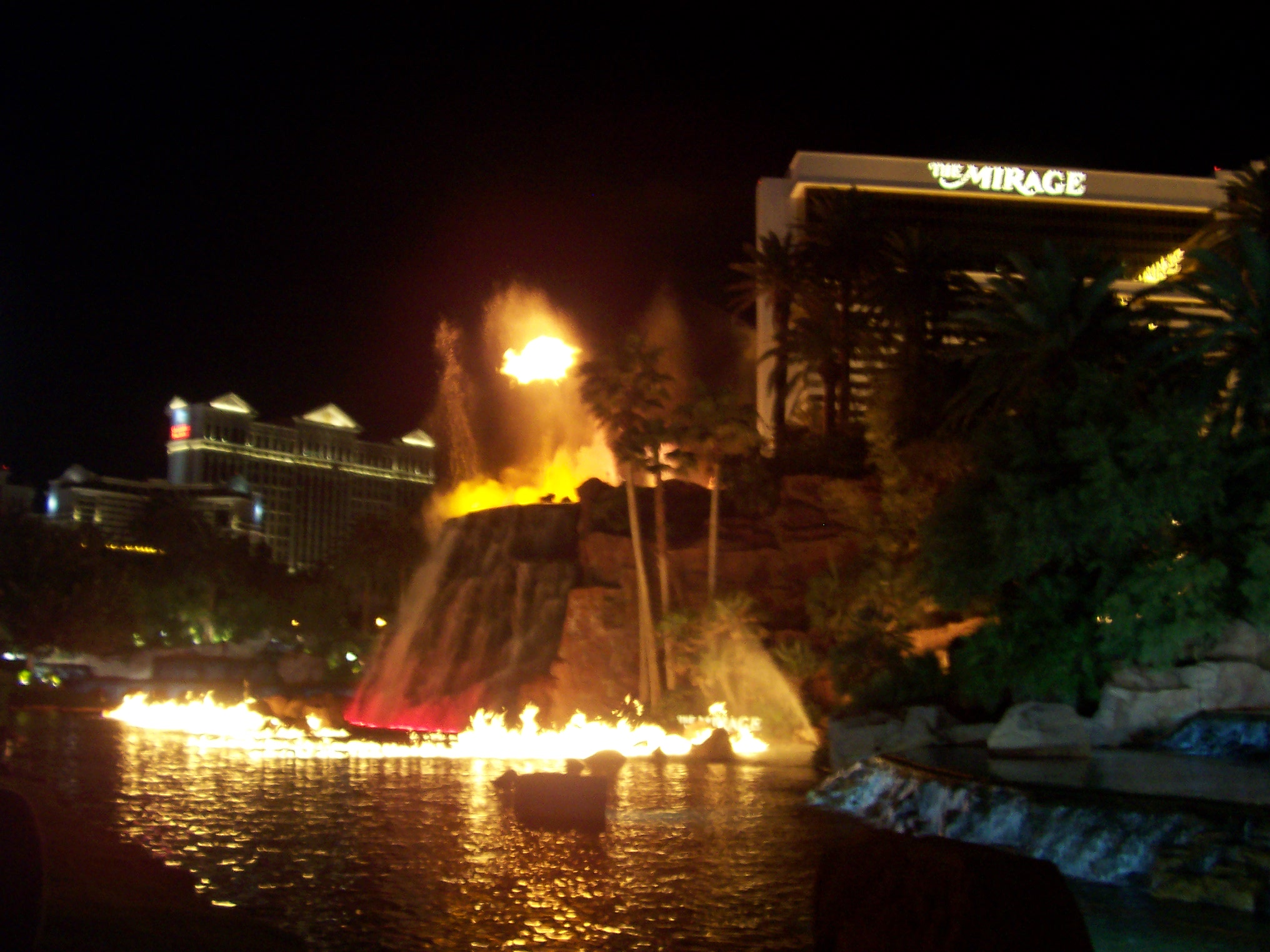
Le Volcan à The Mirage.